# بيار الضاهر
بيار الضاهر (4 أكتوبر 1957-) رجل أعمال لبناني ورئيس مجلس إدارة المؤسسة اللبنانية للإرسال.

## حياته
تخرّج من جامعة كاليفورنيا الجنوبية، ويحمل شهادة الماجستير في الهندسة الصناعيّة.[بحاجة لمصدر]

### حياته الأسرية
متزوج من رندا سعد ولديه ابن اسمه بيتر وابنة اسمها راي.

## العمل المهني
يشغل منصب رئيس مجلس إدارة ومدير عام المؤسسة اللبنانية للإرسال إنترناشيونال التي تأسست في عام 1985. وفي عام 1995، أسس قناة إل بي سي الفضائيّة اللبنانيّة "LBC Sat". الضاهر أنشأ أيضًا عام 2007 شركة باك للإنتاج، واستمرّ في منصبه كرئيس مجلس إدارة ومدير عام الشركة حتى عام 2011.

## القضايا ضد الوليد بن طلال وربحها
تصاعد الخلاف بين رئيس مجلس إدارة المؤسسة اللبنانية للإرسال الشيخ بيار الضاهر والأمير السعودي الوليد بن طلال، وأحد وجوهه منح مدير الاخبار والبرامج السياسية في 'أل بي سي' الارضية جورج غانم إجازة قسرية وأوعز إلى العاملين للتعاون مع مدير التحرير جان فغالي في المسائل التي كان يتولاها غانم، وبدا أن الضاهر ذاهب إلى خلاف مع مقدم برنامج 'كلام الناس' مارسيل غانم وهكذا وقع في الحفرة التي حفرها بنفسه للإيقاع بالقوات اللبنانية، بعدما استعان بالوليد بن طلال للهروب من 'هيمنة' القوات على المحطة، فخسر الفضائيّة اللبنانيّة التي صارت اليد الطولى فيها منذ مدة لمدير شبكة 'روتانا تركي الشبانة، كما تراجع نفوذه في شركة PAC، وتقلّص نفوذ شقيقة زوجته رولا سعد بعد سحب برنامج 'ستار أكاديمي' من يد شركة Vanilla Production التي تملكها مع بيار الضاهر وآل شويري، بدا مصير موظفي شركة 'باك' وعددهم 400 مهدداً خصوصاً أن هذه الشركة يملك الوليد 89 في المئة منها، وتنتج أغلب برامج المحطة الأرضية. ولم يوفّر الضاهر نشرة الأخبار في نزاعه مع الوليد بن طلال، إذ طلب عدم بثّ أي خبر عن نشاطات الوزيرة السابقة ليلى الصلح رئيسة مؤسسة الوليد بن طلال الإنسانيّة. وكانت آخر نتائج المواجهة مع الوليد، إيقاف برنامج 'حلوة بيروت' واستمرار توقُّف برنامج 'أحمر بالخط العريض' ووقّف حركة الإنتاج والاستعانة بالبرامج الأخرى 'آراب آيدول'، 'فاطمة'، و'روبي' التي تقدَّم في عرض ثان بعد 'أم. بي. سي' بكلفة زهيدة باستثناء برامج معدودة.وتحسباً للتطورات المقبلة بين الضاهر والوليد بن طلال بعد نقل بث الفضائية إلى مصر، بدأ الضاهر ورشة كبيرة لبناء استديوهات جديدة في موقف السيارات الخاص بالقناة في أدما، على خلفية انفصال القناة الفضائية عن الأرضية. وفي ديسمبر 2012 أطلق قناتي LBC drama وقناة الانتشار اللبناني قناة الانتشار اللبناني التي أصبحت بمثابة LBCI الفضائية بعدما منعه من بث أي محطه تحمل اسم ال بي سي فضائيا.
في شهر أغسطس 2015 إستعادت المؤسسة اللبنانية للإرسال قنواتها بموجب قرار المحكمة الفرنسية والذي قضى بتوقيف قرصنتها والسماح لها بالبث فضائيا وإعطاء الوليد بن طلال دولارا واحدا.
في 2 يوليو 2018 للمرّة الثانية، صدر قرار تحكيمي عن غرفة التجارة الدولية في باريس "ICC" فصل النزاع بين المؤسسة اللبنانية للإرسال وشركات الأمير الوليد بن طلال.
جاء في نصّ القرار التحكيمي، أنّ «شركات الوليد بن طلال قد أخلّت بالتزامات مترتّبة على عاتقها بموجب اتفاقية التعاون والخدمات الموقّعة بينها وبين شركة ال بي سي آي، وفسخت العلاقة التعاقدية معها تعسّفاً من طرف واحد ومن دون وجه حقّ، ممّا تسبّب بأضرار جمّة بحقّها طوال الفترة الممتدّة من العام 2012 وحتى اليوم».
وعليه، فقد الزم القرار التحكيمي، وفق ملخّض المحطة، «شركات الوليد بتسديد نحو 19.500.000 دولار أميركي لمصلحتها، هذا إضافة إلى الفوائد ونفقات التحكيم والمحاماة بنحو 2.600.000 دولار اميركي».
وفي 25 فبراير 2019 صدر عن محكمة التحكيم الدولية في باريس ICC، حكم جديد في قضية الدعوى بين الـ«ال بي سي» والامير السعودي الوليد بن طلال، حيث خسر الوليد الدعوى التي اقامها ضد بيار الضاهر شخصيًا في موضوع عقد إدارة الضاهر لمجموعة روتانا وLMH و+LBC وLBCSAT وشركة باك